# Carabodes calcaratus
Carabodes calcaratus är en kvalsterart som först beskrevs av Sandór Mahunka 1985.  Carabodes calcaratus ingår i släktet Carabodes och familjen Carabodidae. Inga underarter finns listade.